# 西谷 (久万高原町)
西谷（にしだに）は、愛媛県上浮穴郡久万高原町にある大字。旧柳谷村に属していた、四国山地山中、人口130人余の静かな山村。

## 地理

### 位置・地形
愛媛県上浮穴郡久万高原町の南部、面河川の支流の一つである黒川の流域。国道33号から柳井川・落出で分岐した国道440号が黒川にほぼ並行した形で南に延び、柳谷村役場のあった柳井川地区と結んでいる。
南は地芳峠を境に高知県に接し、県境付近一帯は高原を形成し四国カルストとして知られる。
国道440号が改良されるまでは当地域から柳谷村役場が所在した柳井川（落出）まで出るにも時間を要した。現在では国道の改良も進み、落出方面のみならず四国カルスト、鶴姫平、天狗高原方面へのアクセスは改善されている。

## 社会

### 地域・集落
- 小字

「柳井川」とともに明治の町村制度施行時に柳谷村を形成した2旧村の一つ。
小字　西谷（にしだに）、郷角（ごうかく）、小村（こむら）、名荷（みょうが）、古味（こみ）、中畑（なかはた）、横野（よこの）、中久保（なかくぼ）、菅行（すぎょう）、高野（たかの）、猪伏（いぶせ）
- 集落

黒川やその支流の流れに沿った道路沿いまたは少し上った山腹に集落が点在している。河川沿いに所々に水田がある。

### 人口・世帯数
2020年（令和2年）国勢調査　世帯数86、人口　134人

### 施設
西谷生活改善センター　西谷10203-1
簡易郵便局　　大成集落

### 教育
小中学校とも閉校　なお当地域には明治時代初期から小学校の前身となる学校があったが、変遷については久万高原町立柳谷小学校のホームページの「沿革」に収載の「学校と地域の変遷」に詳しい　

## 歴史
藩政期は伊予松山藩に属した。

## 産業
かつては焼畑農業に頼る地域であった。昭和20年代には当地の地形や気象条件が合致していたミツマタの栽培が盛んになった。昭和20年代末期から昭和32年頃がピークで、柳谷村内でも柳井川地域を圧する生産量であった。ただ、用途が限られているため需要が減退、好景気は長くは続かなかった。現在は、山村で自給的に営まれる零細な農業・林業のほかは特筆すべき産業はない。
造林の技術を確立していたため、林業家の中には各地に出稼ぎに出ていた時期もある。

## 交通
- 道路　　国道440号

国道33号からの分岐は山腹の狭い山道を屈曲しつつ登っていく道であったが、柳谷大橋と矢淵大橋とで面河川をまたぎ大きくループし、落出トンネルと本村トンネルとで久万高原町立柳谷小学校付近に一気に抜ける形状に改良されている。
高知県との境、地芳峠も地芳トンネルで一気に抜けることができる。